# Courtesoult-et-Gatey
Courtesoult-et-Gatey là một xã thuộc tỉnh Haute-Saône trong vùng Bourgogne-Franche-Comté phía đông nước Pháp.